# Janko Marinković
Janko Marinković (1923. – 12. lipnja 2003.) bio je hrvatski kazališni redatelj, filmski scenarist i prevodilac, poliglot, erudit i svjetski putnik.

## Životopis
Rođen je u Zagrebu 1923. godine. Prvo je studirao pravo, a svoju kazališnu karijeru započinje kao asistent Bojana Stupice u Ljubljani i Mariboru te kod Erwina Piscatora u Berlinu. Kazališni seminar pri Hrvatskom narodnom kazalištu u Zagrebu kod Dragutina Ivaniševića upisao je 1947.
Angažiran je potom bio i kao asistent režije kod Bojana Stupice u više predstava u Zagrebu (Hrvatsko narodno kazalište u Zagrebu) i u Beogradu u Jugoslovenskom dramskom pozorištu od 1948. do 1950. Nakon toga je premješten u riječki HNK. Bio je također umjetnički voditelj Narodnog Kazališta "August Cesarec" u Varaždinu od 1952. do 1954. godine te "kućni" redatelj  Narodnog kazališta u Šibeniku u sezonama 1956. i 1957.
Godine 1970. pokreće "Komorni teatar klasike" koji svoj repertoar temelji na klasičnoj europskoj dramskoj literaturi u kojem, zajedno s Antunom Celiom Cegom režira brojne predstave. 
Poznati su njegovi prijevodi kazališnih tekstova, posebice s njemačkog i francuskog jezika, a njihovo suvremeno korištenje i danas svjedoči o kvaliteti njegovih prijevoda (Ibsen, Kleist, Schnitzler, Shaw, Anouilh, Goldoni i drugi). 
Režirao je preko sto kazališnih predstava u Puli, Rijeci, Varaždinu, Šibeniku, Banjaluci, Bjelovaru, Zagrebu i Beogradu. Napisao je i više scenarija za animirane filmove te pisao eseje u stručnim tiskovinama. 
Stradao je u saobraćajnom incidentu 2003. godine pri nepažljivom prelasku ulice nedaleko svoje kuće u Zagrebu.
Bio je brat hrvatskog filozofa Josipa Marinkovića.

## Režije
- "Antigona" Sofoklo,  Istarsko kazalište u Puli/Lavlja vrata
- "Kvas bez kruha ili Tko će biti veliki sudac" Antun Nemčić, Narodno kazalište “August Cesarec”, Varaždin, 27. rujna 1950.[2]
- "Mećava" Pero Budak, Narodno kazalište Bjelovar, 29. rujan 1952.
- "Hasanaginica" Milan Ogrizović, Narodno kazalište “August Cesarec”, Varaždin, 7. veljače 1953.[3]
- "Barun Tamburianović" nepoznati kajkavski autor,  Narodno kazalište “August Cesarec”, Varaždin, 23. rujna 1953.[4]
- "Duboko plavo more" Terence Rattigan, Narodno kazalište Šibenik, 19. travnja, 1956.[5]
- " Pygmalion" George Bernard Shaw, Narodno kazalište Šibenik, 10. lipnja, 1956.[6]
- "Zlatarevo zlato" August Šenoa, Narodno kazalište Šibenik, 1956.[7]
- "Talenti i obožavaoci" Nikolaj Ostrovski, Narodno kazalište Šibenik, 04. listopad 1956.[8]
- "Iluzija jedne noći" John Patrick Gordon, Narodno kazalište Šibenik, 09. prosinac 1956.[9]
- "Čar valcera" Oscar Straus, Narodno kazalište Šibenik, 15. siječnja 1957.[10]
- "Balada o poručniku i Marjutki" Bratko Kreft,  Narodno pozorište Bosanske Krajine, Banjaluka, 11. veljače 1961.[11]
- "San ljetne noći" William Shakespeare,  Istarsko kazalište u Puli/Botanički vrt, 1963.[12]
- "San ljetne noći" William Shakespeare, Centar za scensku kulturu – Šibenik, 10. prosinac 1966.[13]
- "Gospođica Borderau"", dramatizacija novele "Asprenova pisma" Henry Jamesa,  Centar za scensku kulturu – Šibenik,  prosinac 1966.
- "Zatvoreno poslijepodne" Vlatko Perković, HNK Split, 1966.
- "Ljubica" August Šenoa, Kazalište Šibenik, 15. siječnja 1969.
- "Žedan izvor" Pero Budak, Kazalište Šibenik, 28. studeni 1969.
- "Navještenje" Paul Claudel, Komorni teatar klasike, 1970.
- "Cid" Pierre Corneille, Komorni teatar klasike, 1975.
- "Hasanaginica" Miroslav Miletić po libretu  Milana Ogrizovića, Koncertna direkcija Zagreb, Annale komorne opere i baleta, Osijek, 21. travnja 1982.[14]
- "Razgovori s Gogom" Giovanni Papini, Komorni teatar klasike, 1989.[15]
- "Navještenje" Paul Claudel, Komorni teatar klasike, 1987.
- "Razdioba podneva" Paul Claudel, Komorni teatar klasike, 1991.
- "Don Camillo i Peppone" Giovanni Guareschi,  Komorni teatar klasike, 1997.
- "Udovica iz Efeza"  Gotthold Ephraim Lessing, Komorni teatar klasike, 2001.
- "Nathan Mudri"  Gotthold Ephraim Lessing, Komorni teatar klasike, 2001.

## Prijevodi
- "Putovanje jednog princa ili U potrazi za dobrim ukusom"  ("Prinz Zerbino, oder die Reise nach dem guten Geschmack"), Ludwig von Tieck, 25. listopad 1996. za ZKM
- "Bunda od dabrovine"  ("Biberfell") Gerhard Hauptman, Školska knjiga, "Izbor iz dramskog djela", 1998.
- "Navještenje" ("L'Annonce faite à Marie")  Paul Claudel, Hrvatsko književno društvo Sv. Ćirila i Metoda, 1971.
- "Lilliom" Ferenz Molnar Prijevod: Neva Rošić i Janko Marinković,  HNK Split, 2003.
- "Figaro se rastavlja" ("Figaro lâsst sich scheiden") Ödön von Horvath, Dramsko kazalište Gavella, 1987.

## Tekstovi i scenariji
- "Kleist - pjesnik promjene slike svijeta", u časopisu "15 dana" XX 1977/6, str. 28-32
- "Pijetao i biser", redatelj i ko-scenarist: Ivan Tomičić, kratki animirani film, Zagreb film, 1978.[16]